# Gervásio Baptista

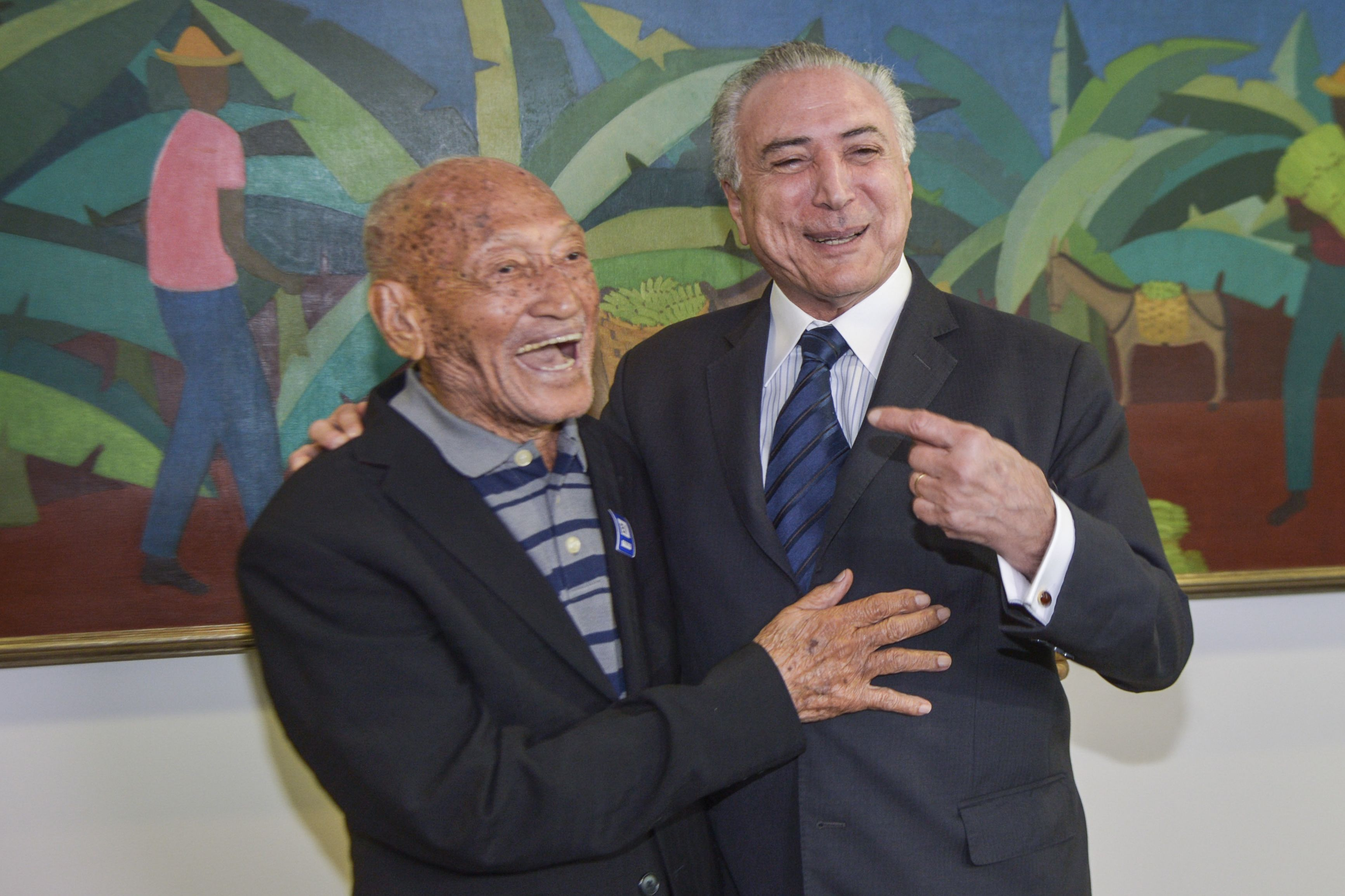
Gervásio Baptista e Michel Temer em 2016

Gervásio Baptista (Salvador, 19 de junho de 1923 - Brasília, 5 de abril de 2019) foi um fotojornalista brasileiro. Registrou alguns dos mais importantes episódios da história brasileira e mundial.

## Biografia
Estreou no jornalismo aos doze anos, fotografando como assistente para o jornal O Estado da Bahia.
Na década de 1950, transfere-se para o Rio de Janeiro, a convite de Assis Chateaubriand, dono dos Diários Associados, com quem travara contato um ano antes durante visita de Chatô à Feira de Santana, para trabalhar em O Cruzeiro.
Em 1954, vai para a revista Manchete onde permanece até o fechamento da mesma, em 2000. É lá que registra, semana a semana, a construção da nova capital. É de sua autoria a conhecida foto de Juscelino Kubitschek acenando com a cartola para o povo, que estampou a capa da Manchete sobre a inauguração de Brasília e tomou o mundo.
Suas fotos do enterro de Getúlio Vargas, em São Borja, Rio Grande do Sul, também geraram um número especial da revista.
Como fotógrafo oficial dos concursos Miss Brasil e Miss Universo, Gervásio viajou o mundo para retratar a beleza da mulher brasileira no período áureo desses eventos. Fotografou Fidel Castro, Che Guevara e fez um registro diferenciado da Revolução Cubana. Também deu sua leitura sobre a Revolução dos Cravos, em Portugal. Acompanhou e registrou a queda do presidente argentino Juan Domingo Perón e esteve em Saigon, para registrar a Guerra do Vietnã.
Durante a ditadura, teve várias passagens pela prisão, mas por não ter engajamento político, sempre foi libertado rapidamente e sem maiores conseqüências. Em tais ocasiões dividiu cela com o ex-governador de Pernambuco, Miguel Arraes e o advogado e ativista político Francisco Julião, fundador da Liga Camponesa, entre outros.
Fotógrafo oficial de Tancredo Neves, fez, com exclusividade, a última foto do presidente, acompanhado da equipe médica do Hospital de Base do Distrito Federal.
Discípulo de Henri Cartier-Bresson, a quem conheceu pessoalmente, Gervásio continuou atuante mesmo depois de aposentado, contratado pela Empresa Brasil de Comunicação (EBC) e prestando serviços ao Supremo Tribunal Federal (STF). Ele foi citado como decano do fotojornalismo pela Associação Brasileira de Imprensa (ABI).

### Morte
O "fotógrafo dos presidentes" morreu em 5 de abril de 2019.

## Homenagem
O Supremo Tribunal Federal homenageou Gervásio Baptista por 50 anos de dedicação ao fotojornalismo. A mostra, denominada "50 Anos de Fotojornalismo" ocupou o Hall dos Bustos do STF de 12 de março até 18 de abril de 2008.
Até 2015, Gervásio atuou no STF, contratado pela empresa Partners Comunicação Integrada.